# Mergus
Mergus Linnaeus, 1758 è un genere degli smerghi propriamente detti, anatre della tribù delle anatre marine (Mergini).
Sebbene siano anatre marine, la maggior parte degli smerghi preferisce habitat fluviali e solamente lo smergo minore vive comunemente sul mare. Questi grandi mangiatori di pesci hanno i margini dei loro becchi seghettati per far meglio presa sulle loro prede. Insieme alla pesciaiola e allo smergo monaco, sono noti spesso come «becchi a sega».

## Tassonomia
Il genere comprende le seguenti specie:
- Mergus australis † Hombron & Jacquinot, 1841 - smergo australe o smergo delle Auckland (estinto, 1902 ca.)
- Mergus octosetaceus Vieillot, 1817 - smergo brasiliano
- Mergus merganser Linnaeus, 1758 - smergo maggiore
- Mergus serrator Linnaeus, 1758 - smergo minore
- Mergus squamatus Gould, 1864 - smergo cinese o smergo squamato

Le specie fossili che sono state descritte sono Mergus miscellus del Miocene medio della formazione di Calvert (c. 14 milioni di anni fa, Barstoviano) della Virginia, USA, e Mergus connectens (Pleistocene medio dell'Europa centrale tra gli 800.000 e i 125.000 anni fa). Uno smergo fossile sempre da descrivere è stato ritrovato nella formazione di Sajóvölgyi del Miocene medio (Badeniano superiore, 13-12 milioni di anni fa) di Mátraszõlõs, Ungheria (Gál et al. 1998-99).
Lo smergo monaco, spesso indicato come Mergus cucullatus, non appartiene filogeneticamente al genere Mergus.